# کمدی

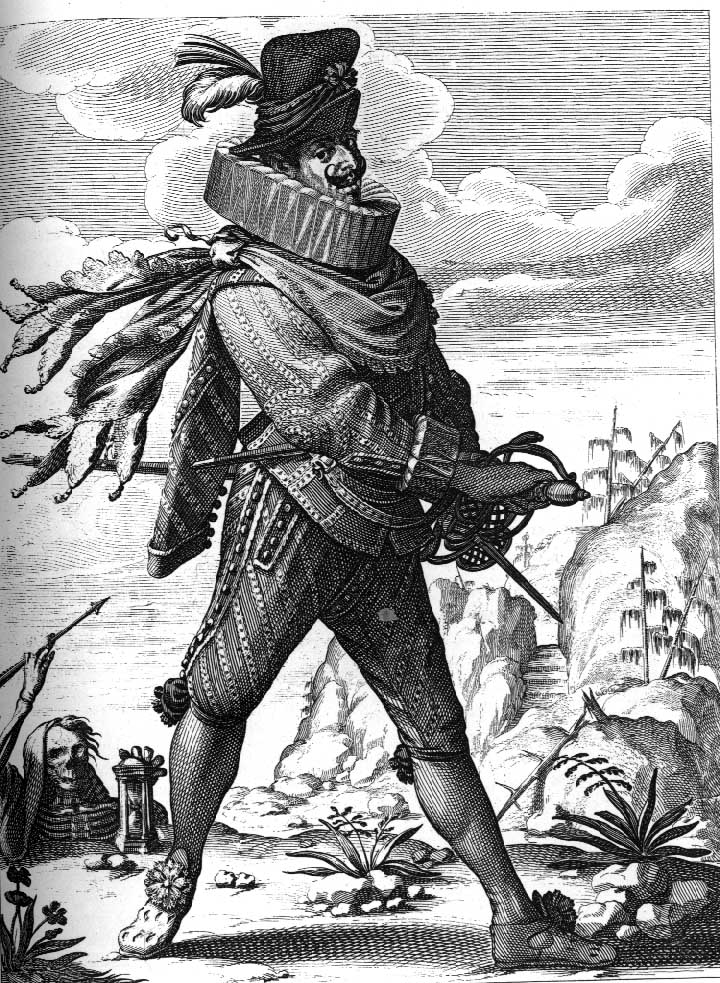
کاراکتر کاپیتالونه - در کمدیادلارته

کمدی (شادی‌نامه یا شادانه) (به یونانی باستان: κωμῳδία / kōmōidía) و (به لاتین: comoedia) یکی از انواع (ژانرهای) نمایشی است و از واژهٔ یونانی kōmōidía (متشکل از دو بخش κῶμος / kỗmos، (جشنی به افتخار دیونسیوس)، و ἀοιδή (آواز)) ریشه می‌گیرد.
معادل فارسی این کلمه، به عنوان نوع (ژانر) نمایشی، خنده دار است.
- به ظاهر هدف کمدی خنده و تفریح است اما در حقیقت مسائل جدی در پردهٔ شوخی نموده می‌شوند. در کمدی شخصیت قهرمانان و شکست‌هایشان بیشتر جنبهٔ شادی‌آور و عمدتاً سرگرمی دارند و معمولاً بیننده بدان توجه جدی نمی‌کند. تماشاگر از قبل می‌داند که فاجعهٔ بزرگی اتفاق نخواهد افتاد بلکه سیر حوادث در جهت کامرانی قهرمان یا قهرمانان است. قهرمانان کمدی اکثراً افرادی از قشر متوسط یا پایین جامعه‌اند که در طول نمایش مرتکب اشتباهات یا رفتارهایی می‌شوند که مخاطب بر دردسرساز بودن یا اشتباه بودن این اهمال اشراف کامل دارد. (سطح آگاهی مخاطب از قهرمان در مورد مسایل و رخدادها بالاتر است و همین موجب خنده است)
- ارسطو می‌نویسد: «کمدی تقلید و محاکاتی است از اطوار و اخلاق زشت نه این که توصیف و تقلیدِ بدترین صفات انسان باشد بلکه فقط تقلید و توصیف اعمال و اطوار شرم‌آوری است که موجب ریشخند و استهزاء می‌شود. آن چه موجب ریشخند و استهزاء می‌شود امری است که در آن عیب و زشتی هست اما آزار و گزندی از آن (عیب و زشتی) به کسی نمی‌رسد»[۱]

## ساختار کمدی یونان
۱. پیش‌درآمد (Prologue): در این بخش، شخصیت اصلی برای رسیدن به خواسته‌های خود طرحی عجیب (و به گمان خود هوشمندانه) را مطرح می‌کند تا به آرزوهای عجیب و غریب خود دست یابد. این طرح شگفت‌انگیز شالودهٔ شکل‌گیری حوادث کمیک بعدی را پی‌ریزی می‌کند و فضایی شاد و مفرّح پدید می‌آورد. اندیشهٔ شخصیت اصلی در این بخش معمولاً بسیار تخیلی و غیر عملی است.
۲. پارادوس (Parados): واژهٔ پارادوس در اصل به بخشی از بنای معماری تماشاخانه‌های یونانی گفته می‌شد که در دو طرف صحنهٔ اصلی (ارکسترا) قرار داشت و همسرایان نمایش از آنجا وارد صحنه می‌شدند. در ساختار نمایشنامه‌های یونانی، پارادوس به بخشی گفته می‌شد که طی آن، گروه همسرایان، در حال خواندن سرود، وارد صحنه می‌شدند و مستقر می‌گردیدند. در خلال شعرهایی که همسرایان در پارادوس می‌خواندند، خود را معرفی می‌کردند.
۳. آگون (Agon): این واژه به معنای مناظره یا جدل است. این بخش شامل مباحثه‌ای است میان شخصیت اصلی (که نقشهٔ تخیلی و اندیشهٔ شگفت و البته شادی‌آور خود را در پرولوگ مطرح کرده) و مخالفان او. گاه یک رکن آگون، گروه همسرایان هستند که در برابر شخصیت اصلی می‌ایستند و با او مجادله می‌کنند. شالودهٔ کشمکشِ نمایشنامه‌ها در آگون بنا نهاده می‌شود. در این بخش انواع شوخی‌های کلامی، دست‌درازی‌های جسمانی و حتی نزاع و کتک‌کاری را نیز می‌توان مشاهده نمود.
۴. پاراباسیس (Parabasis): بخشی از سرودهای دسته جمعی همسرایان است. در این بخش، همسرایان به سوی تماشاگران گام برمی‌دارند و به گونه‌ای رودررو با آنان سخن می‌گویند. آنها، در این گفتار چهره به چهره، گاه نظرات نویسنده را بیان می‌کنند و گاه داوران مسابقات نمایشنامه‌نویسی را، در جشنواره‌های تئاتری، مورد خطاب قرار می‌دهند و حتی گاه به شوخی تهدید می‌کنند تا جایزهٔ اول را به آن‌ها اختصاص دهند. پاراباسیس معمولاً نمایشنامه را به دو بخش تقسیم می‌کرد و پس از آن، اپیزودها یا وقایع اصلی به نمایش درمی‌آمد.
۵. اپیزود (Episode): اپیزودها، در حقیقت عبارت بودند از جریان اصلی نمایش که روایت مرکزی در درون آن‌ها نقل می‌شد. تعداد اپیزودها در کمدی یونانی اغلب به سه تا محدود می‌شد اما گاهی کمتر یا بیشتر بود. اپیزودها یا صحنه‌های اجرایی، از مقدمات داستان اصلی شروع می‌شد و سرانجام به نقطهٔ اوج می‌رسید. در واقع اندیشهٔ شاد و مفرح مطرح شده در پرولوگ، در اپیزودها پی گرفته می‌شد و روند داستانی آن شکل می‌گرفت.
۶. استاسیمون (Stasimon): به سرودخوانی‌های میان هر اپیزود، استاسیما یا استاسیمون گفته می‌شد. این تصنیف‌های غنایی در آثار آریستوفان، اغلب با روایت‌های اسطوره‌ای و حکایت‌های تاریخی قدیمی پیوند دارند.
۷. اگزودوس (Exodos): آن بخش از نمایشنامه که طی آن همسرایان به آخرین سرود خود می‌رسیدند و صحنه را ترک می‌کردند. سرود پایانی همسرایان در کمدی‌ها معمولاً با صحنه‌های جشن و به ویژه جشن عروسی همراه بود. از این رو بخش آخر کمدی‌های یونانی «کوموس» (Comos) نامیده می‌شد. این صحنه اغلب با موسیقی همراه می‌شد و طی آن، کشمکش به گره‌گشایی نهایی می‌انجامید و شخصیت‌های نمایش همگی برای جشن و سرور از صحنه خارج می‌شدند.

## نویسندگان نامدار

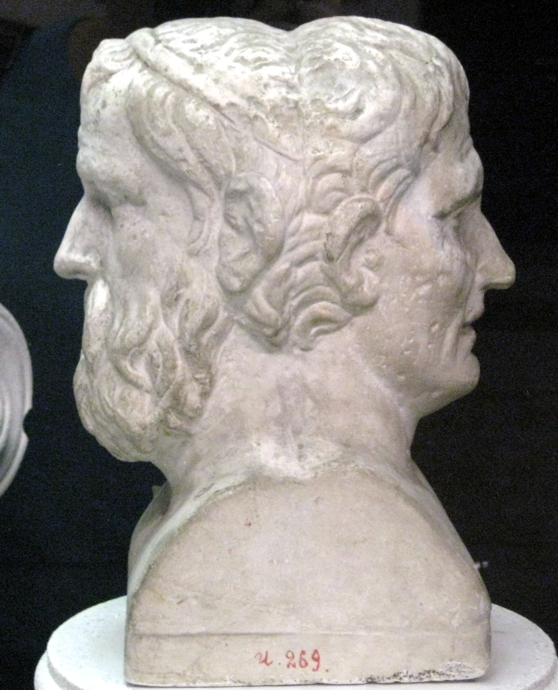
آریستوفان (۴۵۶ق. م-۳۸۶ق. م) (به یونانی: Ἀριστοφάνης) از کمدی نویسان یونان باستان بوده‌است که بیش از چهل کمدی نگاشته‌است. از میان چهل اثر او، تنها یازده اثر باقی مانده‌است که از آن میان، می‌توان به صلح، پرندگان و غوکان و ابرها اشاره کرد. کمدی‌های او از بار اجتماعی و سیاسی برخوردار است.
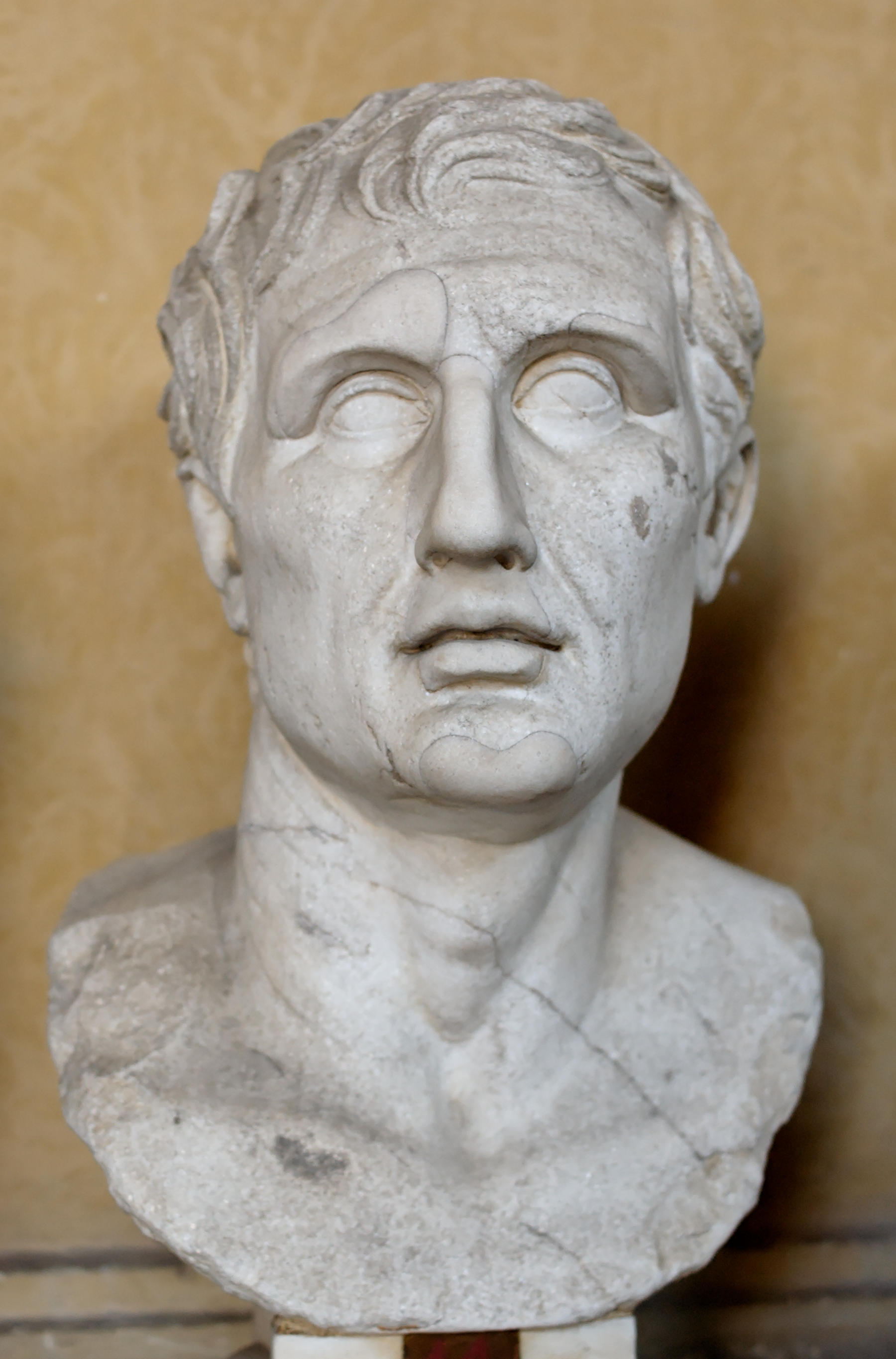
مناندر (به یونانی: Μένανδρος) (پیرامون ۳۴۲ تا ۲۹۱ پیش از میلاد) نمایش‌نامه‌نویس و شاعر هزل‌سرای یونانی بود.
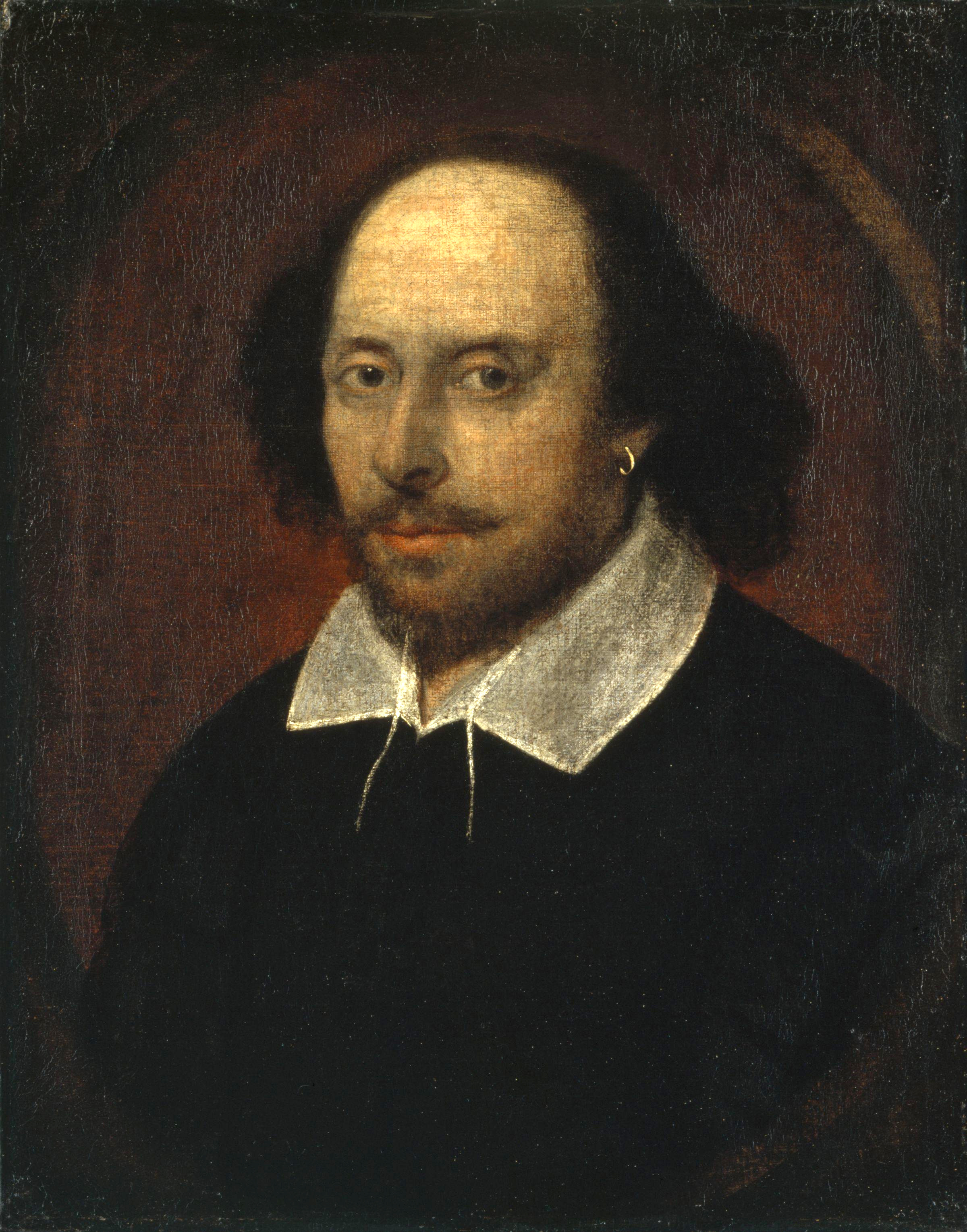
ویلیام شکسپیر (به انگلیسی: William Shakespeare) ‏ (۱۵۶۴-۱۶۱۶) شاعر و نمایشنامه‌نویس انگلیسی که وی را بزرگ‌ترین نویسنده در زبان انگلیسی دانسته‌اند.
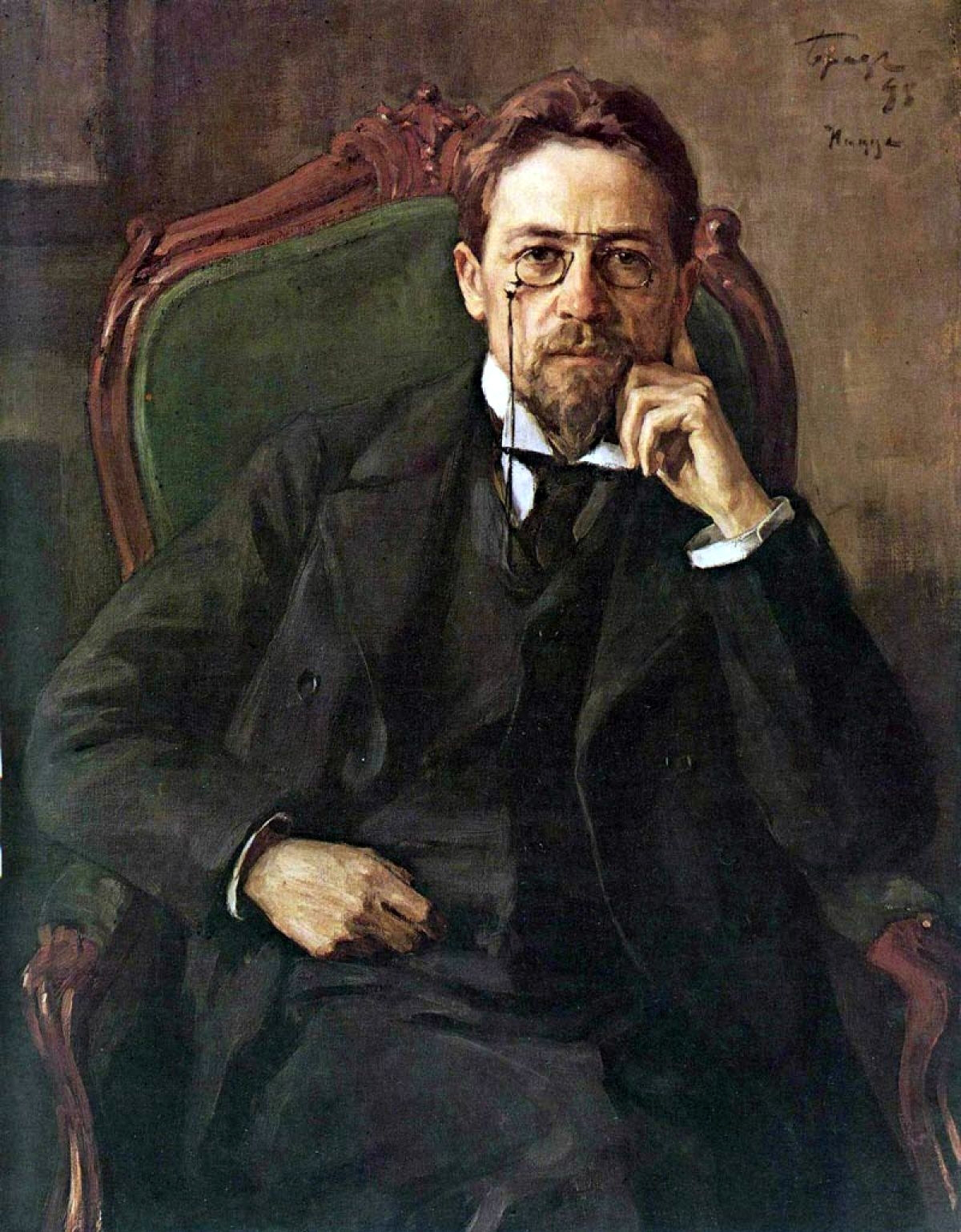
چخوف (به روسی: Анто́н Па́влович Че́хов) ‏ (۲۹ ژانویه ۱۸۶۰ - ۱۵ ژوئیه ۱۹۰۴) داستان‌نویس و نمایش‌نامه‌نویس برجستهٔ روس است.[۶] هر چند چخوف زندگی کوتاهی داشت و همین زندگی کوتاه همراه با بیماری بود اما بیش از ۷۰۰ اثر ادبی آفرید. .
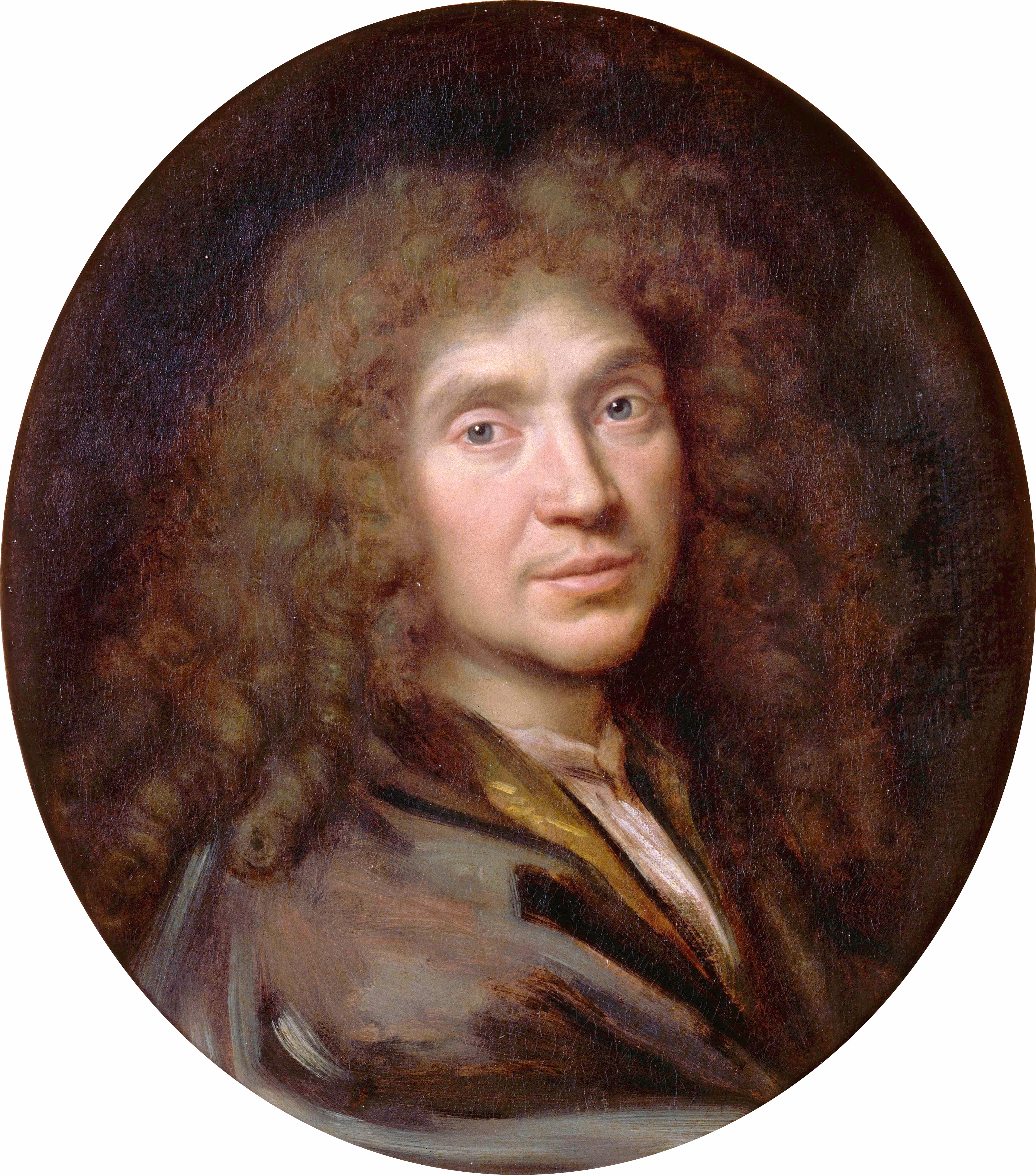
مولیر (به فرانسوی: Jean-Baptiste Poquelin) که با نام مولیر (به فرانسوی: Molière) شناخته می‌شود را همراه با کورنی و ژان راسین یکی از ۳ درام‌نویس برتر قرن هفدهم فرانسه و بزرگترین کمدی‌نویس تاتر اروپا و هنرپیشه ی تئاتر می‌دانند .
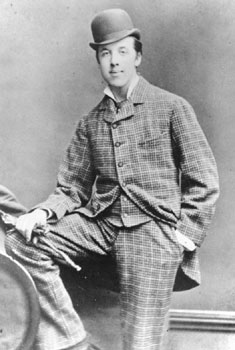
اسکار وایلد (به انگلیسی: Oscar Fingal O'Flahertie Wills Wilde) که به نام هنری اسکار وایلد معروف است، (۱۶ اکتبر ۱۸۵۴ تا ۳۰ نوامبر ۱۹۰۰)، شاعر، داستان‌نویس، نمایشنامه‌نویس و نویسنده داستان‌های کوتاه ایرلندی بود.

- یونان: آریستوفان، مناندر، پلوتوس، ترنس
- انگلیس: ویلیام شکسپیر، اسکار وایلد، بن جانسون
- فرانسه: مولیر
- روسیه: چخوف

## انواع کمدی

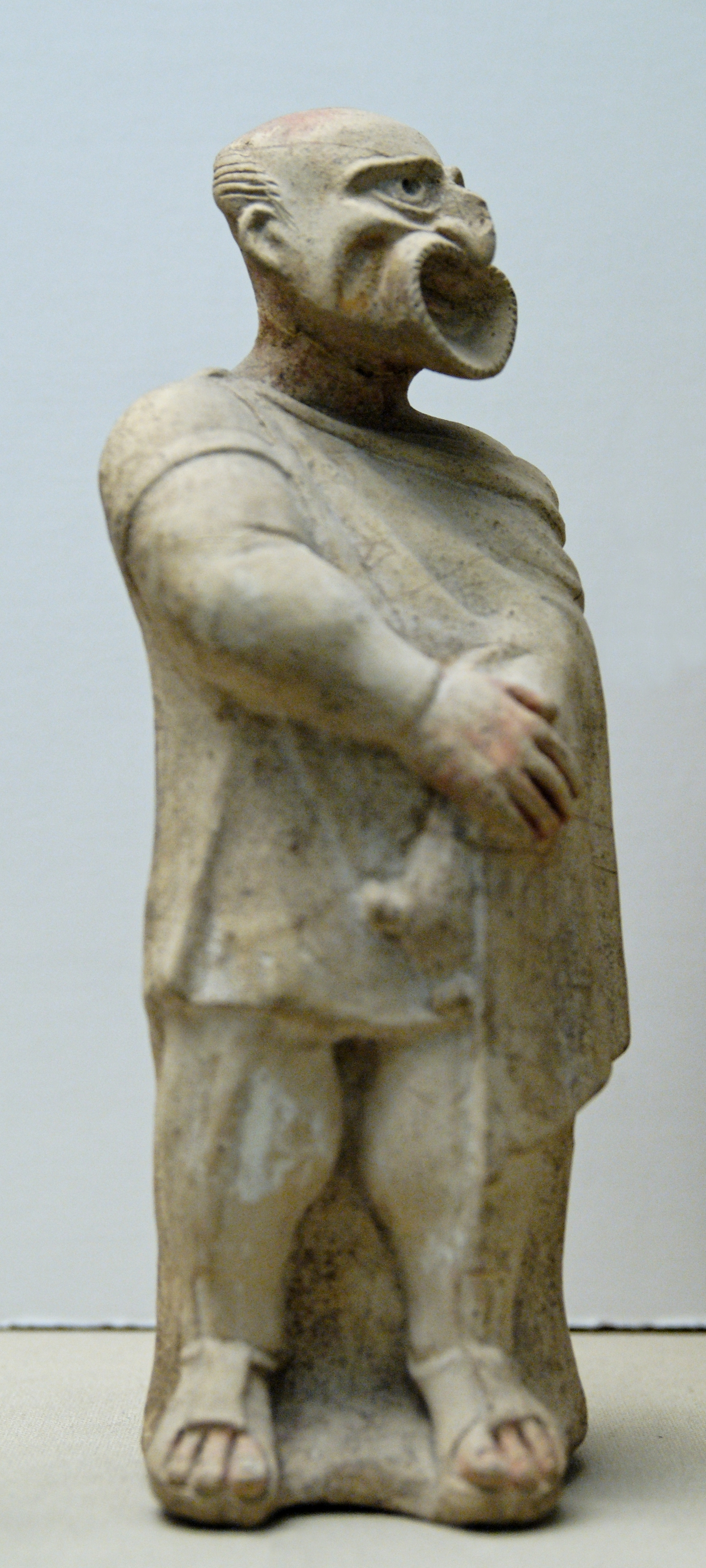
کاراکترکمدی - یونان باستان

1. کمدی-رمانتیک (خنده دار-عاشقانه): که اوج آن در آثار شکسپیر و نویسندگان دورهٔ الیزابت است. این نوع کمدی مشتمل بر حوادث و ماجراهای عاشقانهٔ زنی است که قهرمان کمدی است. البته این عشق علی‌رغم همهٔ مشکلات و موانع به شادکامی می‌انجامد. از نمونه‌های معروف این نوع نمایشنامه، رؤیای نیمه شب تابستان از شکسپیر است. ریشهٔ اساطیری کمدی رمانتیک، جشن‌های باستانی پیروزی بهار بر زمستان است.[۱۰]
2. کمدی-درام (طنز):[۱۱] در این نوع کمدی، کسانی که قوانین اخلاقی و اجتماعی را مراعات نمی‌کنند مورد تمسخر واقع می‌شوند و نویسنده از بی‌نظمی‌های اجتماعی انتقاد می‌کند و دغل‌کارانی که قهرمان کمدی هستند، معمولاً سرنوشت خوبی ندارند.
3. کمدی رفتار:[۱۲] این اصطلاح بر مبنای آثار شکسپیر از قبیل کمدی هیاهوی بسیار برای هیچ وضع شده‌است. در پاره‌ای از این نوع کمدی‌ها از اعمال زشت بزرگ زادگان و توطئه‌های طبقات اشراف سخن رفته‌است. تأثیر شادی بخش[۱۳] آن در گرو مکالمات خنده داری است که ما بین شخصیت‌های احمق و گول ردو بدل می‌شود. در این گونه کمدی، قراردادها و رسوم اجتماعی مورد بررسی قرارمی‌گیرد. یکی از مسائل مثلاً نزاع‌های عشقی[۱۴] است. موضوع دیگر، رفتار شوهران حسود نسبت به همسران خود است. نمونهٔ این گونه کمدی «اهمیت ارنست بودن» اثراسکار وایلد است .جورج برنارد شاو و ویلیام سامرست موآم هم به این شیوه آثاری آفریدند.
4. فارس:[۱۵] اثری است که خواننده یا بیننده را از صمیم دل به خنده وامی‌دارد و از این رو به آن کمدی سبک گفته‌اند و امروزه بر این شیوه فیلم‌های سینمایی سبک و خنده داری می‌سازند. در فارس قهرمان را یا خیلی بزرگ می‌کنند یا خیلی کوچک و او را در موقعیت‌های خنده داری قرار می‌دهند. مولیر آثاری به این شیوه دارد. فارس گاهی به عنوان یک داستان فرعی در انواع دیگر کمدی دیده می‌شود. ا
5. کمدی اخلاط اربعه:[۱۶] کمدی است که در آن عدم تعادل یکی از اخلاط (سودا، صفرا، دم، بلغم…) قهرمان را دچار یکی از امراض کرده‌است.

۶. کمدی سانتیمانتال: کمدی پایان قرن ۱۷ در انگلستان که در آن هدف این بود که بیننده را به جای خنده، به گریه بیندازند و این شیوه بعدها در فرانسه هم معمول شد.
1. کمدی شخصیت: که در آن ویژگی‌های اخلاقی یا رفتاری قهرمان که خلاف عرف جامعه است یا به شیوه‌ای اغراق‌آمیز بزرگنمایی شده مورد توجه و نقد قرار می‌گیرد از نمونه‌های درخشان این نوع کمدی می‌توان خسیس مولیر را با محوریت شخصیتی بسیار مال‌پرست به نام هارپاگون را نام برد.
2. کمدی موقعیت: کمدی حاصل از گرفتار آمدن قهرمان در شرایط ناطلبیده و گاهی متضاد با موقعیتش را گویند. در سینما نمونه‌های موفقی از این‌گونه کمدی‌ها خلق شده‌است.

از نظر موضوع هم تقسیمات متعددی کرده‌اند، مثلاً در تئاتر پوچی هم آثار کمیک وجود دارد. یا کمدی‌های آنتون چخوف جنبهٔ اجتماعی دارد.